# Acrocomia aculeata
Acrocomia aculeata Makahubapalm alternativt Paraguayansk palm, (Miniatyrkokosnöt, Paraguaysk kokos) är en upp till 15–20 m hög palm som först beskrevs av Nikolaus Joseph von Jacquin, och fick sitt nu vetenskapligt gällande namn av Conrad Loddiges och Carl Friedrich Philipp von Martius. Acrocomia aculeata ingår i släktet Acrocomia och familjen Arecaceae. Inga underarter finns listade i Catalogue of Life.
Trädet förekommer i tropiska Amerika från Mexiko i norr och ner till Paraguay och provinsen Misiones i norra Argentina. Träden sätter i klasar rikligt med 3–5 cm stora nötter med mycket hårda skal som har en fettrik cirka 2 cm stor kärna inuti. En krossad kärna avger en lätt sötaktig doft och har en smak påminnande om kokosnöt. Det pågår flera försök att utvinna oljan för att kunna använda på motsvarande sätt som palmolja eller som biobränsle. Krossade kärnor kan även användas för vinframställning.

## Bildgalleri

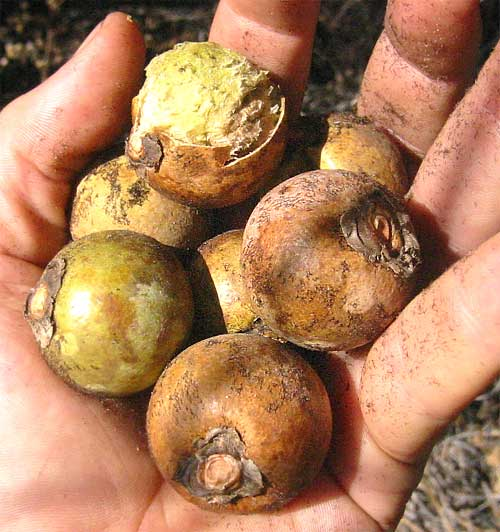